# Sabbatai Zevi
Sabbatai Zevi (in ebraico שַׁבְּתַי צְבִי‎?, Shabbĕtay Ṣĕbī; Smirne, 1º agosto 1626 – Dulcigno, 17 settembre 1676) è stato un mistico, cabalista, asceta e agitatore politico-religioso ebreo ottomano.
Presentatosi falsamente come Messia in Europa e in Medioriente, divenne, con Nathan di Gaza, iniziatore di un cospicuo movimento messianico; dopo la sua apostasia, il movimento si tramutò in una setta, condannata e tacciata di eresia da molte autorità rabbiniche ortodosse.
Morì esiliato a Dulcigno, nell'attuale Montenegro, vicino al confine con l'Albania (allora sotto l'Impero ottomano) nel 1676.

## Gioventù
Zevi nacque in una famiglia agiata sefardita. Figlio del negoziante Mordekhai e di Clara, aveva due fratelli: Elia e Yosef.
Fu studente di Yosef Eskapa, rabbino capo di Smirne; dotato di forte personalità  in grado di attrarre numerosi discepoli, si guadagnò già in gioventù una certa reputazione come cabalista.

## Creazione e sviluppo del movimento
Sabbatai Zevi si proclamò Messia nel 1648, all'età di 22 anni. Si appoggiava ad un'interpretazione contestata dello Zohar secondo la quale l'anno 1648 avrebbe visto la redenzione del popolo ebraico. Dichiarandosi Messia, provocò un profondo scisma in seno all'ebraismo tra chi lo accettò come tale e chi lo rifiutò.
All'inizio tuttavia ebbe un successo limitato. Restò a Smirne diversi anni e la sua reputazione crebbe lentamente, fino a che le sue pretese messianiche gli procurarono un herem, una sorta di bando dalla comunità ebraica, a volte paragonata alla scomunica dei cattolici. Nel 1651, o nel 1654, a seconda degli autori, lui e i suoi seguaci furono banditi da Smirne.
Dopo qualche anno si installarono a Costantinopoli, nel 1653 o nel 1658. Qui incontrò un predicatore, Abraham ha-Yakini (un discepolo di Yosef di Trani), che accettò Sabbatai Zevi come Messia, affermando anche di conoscere una vecchia predizione ebraica, che annunciava un messia di nome Sabbatai, figlio di Mordecai Zevi, nell'anno 5326 (il 1626 d.C.)
Con questo sostegno importante, Sabbatai Zevi s'installò a Salonicco, città dell'Impero ottomano oggi in Grecia. Allora era un importante centro ebraico e cabalistico; qui egli sviluppò una intensa predicazione incentrata sul proprio messianismo. Sembra che avesse incontrato un grande successo nella comunità ebraica, fino a provocare di nuovo l'espulsione da parte delle autorità rabbiniche della città. (vedi anche Storia degli ebrei a Salonicco)
Dopo un periodo poco conosciuto, lo si ritrova al Cairo, in Egitto, dove resta tra il 1660 ed il 1662. Guadagnò alla propria causa una personalità molto influente e ricca, Raffael Joseph Halabi (di Aleppo). Costui mise una parte delle proprie ricchezze a sua disposizione, permettendogli di sviluppare la sua attività.
Nel 1663, Sabbatai Zevi si trasferì a Gerusalemme, poi di nuovo al Cairo, dove ottenne dal suo mecenate delle somme necessarie alla comunità di Gerusalemme, e questo sembra avesse accresciuto il suo prestigio. Dopo il matrimonio, ritornò in Palestina, dove incontrò Nathan Benjamin Levi, detto Nathan di Gaza, divenuto rapidamente il suo braccio destro.
L'anno 1663 è un anno di rivolgimenti per l'azione di Sabbatai Zevi. Fino allora leader di un piccolo gruppo sospetto agli occhi dei rabbini, a partire da questo anno ottiene una risonanza crescente nel mondo ebraico. Uno dei motivi di questa popolarità è l'avvicinarsi dell'anno 1666.
Per alcuni cristiani all'epoca, l'anno 1666 (666 è il numero della bestia dell'Apocalisse di Giovanni) sarebbe stato l'anno dell'Apocalisse, o perlomeno di grandi avvenimenti per la fede. Questa idea apocalittica sembra aver avuto influenza su Sabbatai Zevi ed i suoi discepoli.
Sabbatai Zevi si sottoponeva a severe mortificazioni corporali, come per esempio i bagni nel mare durante l'inverno, questo contribuì al suo prestigio messianico.
Nel 1665 Nathan di Gaza annunciò che l'anno seguente sarebbe iniziata l’era messianica e che Sabbatai Zevi avrebbe radunato le dieci tribù perdute d'Israele in Terra santa.
L'esaltazione religiosa raggiunse il suo culmine nelle masse ebree sovente miserabili, che sognavano la liberazione. Al contrario, molte autorità rabbiniche restavano reticenti o ostili.
Nel 1665, Sabbatai Zevi fu ricevuto come il Messia dagli ebrei di Aleppo, poi di Smirne, la sua città natale. Il suo potere sulle masse ebraiche divenne immenso. Depose il rabbino capo di Smirne, Aharon Lapapa, e lo rimpiazzò con Hayyim Benveniste. Alcuni rabbini si unirono al suo movimento.
Numerose comunità in Europa orientale, in Europa occidentale e in Medio oriente lo riconobbero con un entusiasmo incredibile come Messia degli Ebrei, destinato a ricondurli in Terra santa e a far nascere il regno d'Israele. Comunità intere si prepararono alla partenza.
I partigiani di Zevi iniziarono a rimettere in causa alcune celebrazioni rituali. In effetti, secondo certe tradizioni, questi obblighi non erano dovuti alla comparsa del Messia. Ma ciò, inaccettabile per alcuni ebrei, aumentò le divisioni all'interno delle comunità.
All'inizio del 1666, Sabbatai Zevi partì per Costantinopoli, capitale dell'Impero ottomano. Nathan di Gaza aveva annunciato che avrebbe posto la corona del Sultano sulla propria testa.

## Conversione all'Islam
Denunciato alle autorità ottomane dai leader della comunità ebraica locale come provocatore di disordini, Sabbatai Zevi fu convocato a palazzo nel 1666 per renderne conto.
Dopo due mesi di prigionia a Costantinopoli, Sabbatai Zevi fu inviato nella prigione di Stato di Abido, dove fu trattato con grande riguardo. In seguito fu trasferito nella prigione dell'attuale Edirne.
Nel settembre del 1666, temendo per la propria vita, accettò di convertirsi all'Islam. Fu portato di fronte al Sultano Mehmed IV, e lì si convertì, prendendo il nome di Aziz Mehmed Effendi. In seguito ebbe un comportamento ambiguo, giustificò la sua conversione come un ordine divino, ma conservò certe pratiche ebraiche e cabaliste che gli valsero l'esilio.
Dopo nuovi contatti con ebrei, fu esiliato dalle autorità ottomane a Dulcigno, una piccola città albanofona dell'attuale Montenegro, lì morì in solitudine nel 1676.

## Il seguito del Sabbatianesimo

### Contro il Sabbatianesimo
Lo choc all'annuncio della conversione di Zevi fu immenso, e il disappunto che sollevò fu all'altezza delle speranze indescrivibili che aveva sollevato. Molti attesero pensando fosse un breve episodio e attendendo gli sviluppi. Progressivamente però la gran parte dei fedeli abbandonò Sabbatai Zevi.
Il ricordo di Sabbatai Zevi resterà per molto tempo un trauma nella memoria ebraica, tanto in Europa, quanto nel mondo musulmano. Negli anni seguenti i rabbini dovettero recuperare il terreno perduto nelle numerose comunità influenzate dai partigiani di Sabbatai Zevi.
Da parte dei rabbini, si svilupperà una certa sfiducia nei riguardi della mistica ebraica, della cabbala, di cui Sabbatai Zevi era un adepto. La cabbala non sarà mai proibita ma il suo insegnamento diviene più inquadrato.
Ad iniziare dalla fine del XVII secolo, l'ebraismo diventa dunque molto sospettoso verso la mistica ed il messianismo, e sviluppa un notevole indurimento dottrinale. È contro questa "durezza" della vita religiosa che si svilupperà la reazione chassidica di Baal Shem Tov, nel XVIII secolo, nella quale la cabbala passa da disciplina per iniziati a mistica popolare. Per usare le parole di Martin Buber "il chassidismo è cabbala divenuta ethos". Il Chassidismo può essere considerato un prodotto indiretto della predicazione di Sabbatai Zevi.

### A favore del Sabbatianesimo
In Europa, le speranze nate con la predicazione di Sabbatai Zevi non sparirono completamente, e vi restano ricordi che provocheranno la rinascita parziale del movimento, nell'Europa orientale del XVIII secolo sotto la conduzione di un nuovo Messia autoproclamato, Jakob Frank.
In Turchia, alcuni ebrei decisero di restare fedeli a Sabbatai Zevi e lo seguirono nella sua conversione. Praticando una religione formalmente musulmana, ma che in effetti è un misto di influssi ebrei e musulmani, anche con certi apporti dal cristianesimo.